# DNL 2019/20
Die Saison 2019/20 war die 20. Spielzeit seit Gründung der Deutschen Nachwuchsliga, der höchsten Nachwuchsliga im deutschen Eishockey, wobei inzwischen alle U20-Nachwuchsligen des Deutschen Eishockey-Bundes die Bezeichnung „U20 DNL“ mit dem Zusatz der entsprechenden Division/Spielklasse tragen. Aufgrund der COVID-19-Pandemie wurde am 11. März 2020 der Spielbetrieb sämtlicher Eishockey-Ligen in Deutschland für die Saison 2019/20 vorzeitig eingestellt und kein Meister gekürt.
Für die U20-Spielklassen waren in dieser Spielzeit Spieler der Altersjahrgänge 2000–2002 regulär spielberechtigt. Zusätzlich konnten maximal vier Spieler des Jahrgangs 2003 sowie unbeschränkt Spieler des Jahrgangs 2003 mit mindestens zehn U18-Länderspielen eingesetzt werden.

## Division I

### Teilnehmer und Modus
- Jungadler Mannheim
- KEC Die Haie
- EV Landshut
- Eisbären Juniors Berlin
- Augsburger EV
- Jung-Eisbären Regensburg
- Düsseldorfer EG
- Krefelder EV 81

Die Mannschaften der Division I spielten in einer 2,5-fach-Runde um Qualifikation für die Playoffs (Plätze 1–6). Die nach Abschluss der Hauptrunde 7.- und 8.-Platzierten sollten mit den Platzierten 1 und 2 der Division II in einer Einfachrunde die „Relegation U20 I/II“ spielen. Hierzu kam es aufgrund des Saisonabbruchs jedoch nicht mehr.
Für einen Sieg nach der regulären Spielzeit werden einer Mannschaft drei Punkte gutgeschrieben, ist die Partie nach 60 Minuten unentschieden, erhielten beide Teams einen Punkt, dem Sieger der fünfminütigen Verlängerung (nur mit drei gegen drei Feldspielern) beziehungsweise nach einem nötigen Penaltyschießen wird ein weiterer Punkt gutgeschrieben. Verliert eine Mannschaft in der regulären Spielzeit, erhält sie keine Punkte.

### Hauptrunde
Die Mannschaften spielten eine 2,5-fach-Runde um die Qualifizierung für die Playoffs. Um die Kosten für die Klubs und den Aufwand für die Spieler im Rahmen zu halten, fanden die Spiele häufig als Doppelspieltage an einem Wochenende beim selben Gegner statt.
Ein besonderes Spiel war das Spiel der Jungadler Mannheim gegen die Junghaie Köln am 6. Dezember 2019: Die Jungadler luden eine Reihe an Schulen ein, das Spiel am Nikolaustag in der großen Halle der SAP-Arena zu verfolgen. Außerdem wurde ein größeres Rahmenprogramm geboten. Hierdurch erreichte das Spiel eine offizielle Zuschauerzahl von 7907 Zuschauern.
|                          | AEV                                                                                          | DEG                                                                                           | EVL                                                                                          | EJB                                                                                                   | EVR                                                                                                   | JAM                                                                                          | KEV                                                                                           | KEC                                                                                                   |
| ------------------------ | -------------------------------------------------------------------------------------------- | --------------------------------------------------------------------------------------------- | -------------------------------------------------------------------------------------------- | --- | --- | -------------------------------------------------------------------------------------------- | --------------------------------------------------------------------------------------------- | --- |
| Augsburger EV            |                                                                                              | 1:2 (0:1,1:0,0:1) Spielbericht 4:6 (2:5,1:0,1:1) Spielbericht                                 | 4:3 (1:0,0:0,3:3) Spielbericht 4:3 (1:2,3:1,0:0) Spielbericht 4:3 (3:1,0:0,1:2) Spielbericht | 3:4 (1:0,2:2,0:1,0:1) (OT) Spielbericht 5:3 (3:1,1:0,1:2) Spielbericht                                | 4:10 (1:5,2:2,1:3) Spielbericht 5:1 (2:0,1:1,2:0) Spielbericht 1:3 (0:0,0:2,1:1) Spielbericht         | 2:9 (0:3,0:1,2:5) Spielbericht 3:5 (0:1,1:0,2:4) Spielbericht 4:6 (3:3,0:2,1:1) Spielbericht | 4:2 (2:1,2:1,0:0) Spielbericht 6:5 (2:2,2:2,1:1,1:0) (OT) Spielbericht                        | 1:9 (0:1,1:1,0:7) Spielbericht 0:6 (0:3,0:2,0:1) Spielbericht 2:1 (1:0,0:1,1:0) Spielbericht          |
| Düsseldorfer EG          | 5:3 (1:1,3:2,1:0) Spielbericht 4:2 (1:0,1:1,2:1) Spielbericht 5:1 (0:0,2:0,3:1) Spielbericht |                                                                                               | 3:0 (1:0,2:0,0:0) Spielbericht 2:1 (0:0,0:1,2:0) Spielbericht 0:6 (0:1,0:4,0:1) Spielbericht | 3:6 (1:1,1:2,1:3) Spielbericht 2:3 (1:3,0:0,1:0) Spielbericht                                         | 6:5 (1:2,2:1,3:2) Spielbericht 1:2 (0:1,0:0,1:1) Spielbericht                                         | 2:5 (1:3,0:0,1:2) Spielbericht 2:5 (0:2,1:1,1:2) Spielbericht 1:5 (1:3,0:0,0:2) Spielbericht | 2:5 (0:1,1:1,1:3) Spielbericht 2:6 (2:0,0:6,0:0) Spielbericht                                 | 3:5 (0:2,2:2,1:1) Spielbericht 1:3 (0:0,0:1,1:2) Spielbericht                                         |
| EV Landshut              | 3:0 (1:0,1:0,1:0) Spielbericht 3:2 (1:0,0:2,2:0) Spielbericht                                | 5:2 (1:0,2:1,2:1) Spielbericht 2:5 (1:1,0:2,1:2) Spielbericht                                 |                                                                                              | 2:3 (0:3,1:0,1:0) Spielbericht 3:0 (0:0,1:0,2:0) Spielbericht 4:5 (1:2,1:2,2:0,0:1) (OT) Spielbericht | 2:0 (1:0,0:0,1:0) Spielbericht 2:0 (1:0,1:0,0:0) Spielbericht                                         | 0:3 (0:2,0:0,0:1) Spielbericht 2:5 (1:2,1:1,0:2) Spielbericht 3:9 (2:2,1:5,0:2) Spielbericht | 3:2 (1:1,0:0,1:1,0:0,1:0) (SO) Spielbericht 1:4 (1:1,0:2,0:1) Spielbericht                    | 3:2 (1:2,1:0,1:0) Spielbericht 3:2 (0:1,2:0,0:1,1:0) (OT) Spielbericht 4:6 (0:2,1:0,3:4) Spielbericht |
| Eisbären Juniors Berlin  | 2:5 (1:1,0:1,1:3) Spielbericht 4:2 (1:1,2:1,1:0) Spielbericht 0:2 (0:0,0:1,0:1) Spielbericht | 4:2 (2:1,0:1,2:0) Spielbericht 2:8 (0:2,1:4,1:2) Spielbericht 2:4 (1:1,1:1,0:2) Spielbericht  | 3:2 (0:0,2:1,0:1,0:0,1:0) (SO) Spielbericht 0:2 (0:0,0:1,0:1) Spielbericht                   | | 1:2 (0:1,0:1,1:0) Spielbericht 2:7 (1:3,0:3,1:1) Spielbericht                                         | 0:2 (0:0,0:1,0:1) Spielbericht 2:4 (0:0,1:1,1:3) Spielbericht                                | 0:3 (0:1,0:1,0:1) Spielbericht 7:3 (3:1,3:0,1:2) Spielbericht 1:4 (0:2,0:1,1:1) Spielbericht  | 0:2 (0:0,0:0,0:2) Spielbericht 3:4 (1:0,1:1,1:2,0:1) (OT) Spielbericht 2:4 (1:0,0:3,1:1) Spielbericht |
| Jung-Eisbären Regensburg | 3:4 (1:1,0:1,2:1,0:1) (OT) Spielbericht 2:3 (2:1,0:1,0:1) Spielbericht                       | 3:2 (2:0,1:2,0:0) Spielbericht 2:0 (0:0,0:0,2:0) Spielbericht 1:3 (1:1,0:0,0:2) Spielbericht  | 6:1 (3:0,2:1,1:0) Spielbericht 6:5 (2:2,3:1,1:2) Spielbericht 0:6 (0:2,0:1,0:3) Spielbericht | 4:2 (1:1,2:1,1:0) Spielbericht 1:5 (0:0,1:0,0:5) Spielbericht 0:6 (0:4,0:1,0:1) Spielbericht          | | 0:3 (0:0,0:1,0:2) Spielbericht 1:2 (0:1,0:0,1:1) Spielbericht                                | 6:3 (4:3,0:0,2:0) Spielbericht 2:1 (1:0,0:0,1:1) Spielbericht                                 | 1:3 (0:2,0:0,1:1) Spielbericht 2:12 (0:0,1:6,1:6) Spielbericht                                        |
| Jungadler Mannheim       | 9:3 (1:0,4:2,4:1) Spielbericht 9:1 (0:1,7:0,2:0) Spielbericht                                | 4:2 (2:2,1:0,1:0) Spielbericht 3:4 (2:1,1:3,0:0) Spielbericht                                 | 1:2 (0:2,0:0,1:0) Spielbericht 8:0 (1:0,2:0,5:0) Spielbericht                                | 3:0 (1:0,2:0,0:0) Spielbericht 5:1 (2:0,2:1,1:0) Spielbericht 4:2 (1:0,0:0,3:2) Spielbericht          | 5:2 (0:1,3:0,2:1) Spielbericht 7:2 (0:1,3:0,4:1) Spielbericht 4:0 (2:0,2:0,0:0) Spielbericht          |                                                                                              | 9:1 (1:0,5:0,3:1) Spielbericht 11:1 (4:0,6:0,1:1) Spielbericht 8:4 (3:1,1:2,4:1) Spielbericht | 3:5 (0:4,1:1,2:0) Spielbericht 2:4 (0:1,1:1,1:2) Spielbericht 0:1 (0:0,0:0,0:1) Spielbericht          |
| Krefelder EV 81          | 5:2 (1:1,3:1,1:0) Spielbericht 3:2 (1:0,2:1,0:1) Spielbericht 5:2 (1:1,3:0,1:1) Spielbericht | 2:3 (0:1,1:0,1:2) Spielbericht 3:4 (0:2,1:1,2:1) Spielbericht 0:5 (0:2,0:1,0:2) Spielbericht  | 1:4 (0:1,0:2,1:1) Spielbericht 2:4 (0:0,1:1,1:3) Spielbericht 1:5 (0:1,1:0,0:4) Spielbericht | 1:6 (0:1,1:1,0:4) Spielbericht 2:4 (1:1,1:1,0:2) Spielbericht                                         | 2:4 (0:2,1:1,1:1) Spielbericht 1:3 (0:0,0:3,1:0) Spielbericht 2:1 (0:0,1:1,0:0,1:0) (OT) Spielbericht | 5:6 (1:3,2:3,2:0) Spielbericht 3:4 (0:1,1:2,2:0,0:0,0:1) (SO) Spielbericht                   |                                                                                               | 3:4 (1:0,1:3,1:1) Spielbericht 2:11 (0:3,1:6,1:2) Spielbericht                                        |
| Kölner Junghaie          | 4:1 (4:0,0:1,0:0) Spielbericht 6:3 (2:1,1:1,3:1) Spielbericht                                | 3:2 (1:0,1:1,1:1) Spielbericht 5:2 (1:1,0:0,4:1) Spielbericht 12:4 (5:0,5:1,2:3) Spielbericht | 4:0 (0:0,2:0,2:0) Spielbericht 1:2 (0:1,1:0,0:1) Spielbericht                                | 1:2 (0:1,0:1,1:0) Spielbericht 7:3 (1:0,3:1,3:2) Spielbericht                                         | 4:1 (1:1,1:0,2:0) Spielbericht 9:1 (3:0,4:1,2:0) Spielbericht 1:3 (1:1,0:1,0:1) Spielbericht          | 3:1 (0:1,3:0,0:0) Spielbericht 4:1 (0:0,2:1,2:0) Spielbericht                                | 5:1 (1:1,3:0,1:0) Spielbericht 5:3 (2:0,0:3,3:0) Spielbericht 8:0 (3:0,3:0,2:0) Spielbericht  | |

| Platz | Mannschaft               | Spiele | S  | OTS | OTN | N  | Tore    | Punkte |
| ----- | ------------------------ | ------ | -- | --- | --- | -- | ------- | ------ |
| 1.    | Kölner Junghaie          | 35     | 28 | 1   | 1   | 5  | 166:65  | 87     |
| 2.    | Jungadler Mannheim       | 35     | 27 | 1   | 0   | 7  | 170:72  | 83     |
| 3.    | EV Landshut              | 35     | 15 | 2   | 2   | 16 | 94:100  | 51     |
| 4.    | Düsseldorfer EG          | 35     | 16 | 0   | 0   | 19 | 104:121 | 48     |
| 5.    | Jung-Eisbären Regensburg | 35     | 15 | 0   | 2   | 18 | 87:120  | 47     |
| 6.    | Eisbären Juniors Berlin  | 35     | 11 | 3   | 1   | 20 | 90:112  | 40     |
| 7.    | Augsburger EV            | 35     | 10 | 2   | 1   | 22 | 95:153  | 35     |
| 8.    | Krefelder EV 81          | 35     | 8  | 1   | 3   | 23 | 91:154  | 29     |

Abkürzungen: S = Siege, OTS = Siege nach Verlängerung, OTN = Niederlagen nach Verlängerung, N = Niederlagen, Pkt = Gesamtpunkte; Playoff-Viertelfinale, Pre-Playoffs; Stand: Ende der Hauptrunde

### Playoffs
Für die Playoffs qualifizierten sich die Teams auf den Plätzen 1–6 der Hauptrunde. Dabei waren die Erst- und Zweitplatzierten direkt für das Viertelfinale qualifiziert, während die Mannschaften auf den Plätzen 3–6 in den Pre-Playoffs die weiteren Viertelfinalisten ermitteln sollten. Hierzu kam es aufgrund des Saisonabbruchs jedoch nicht mehr.

### Live-Übertragungen
Mehrere DNL-Mannschaften haben Vereinbarungen mit Sportstreaming-Diensten. So werden in der Regel die Heimspiele der Jungadler Mannheim und der Eisbären Juniors Berlin von Sportdeutschland.TV und die Heimspiele der Junghaie Köln und der Düsseldorfer EG von Sporttotal kostenfrei gestreamt.

## Division II
Stand: Nach Ende der Hauptrunde
| Platz | Mannschaft     | Spiele | S  | OTS | OTN | N  | Tore    | Punkte |
| ----- | -------------- | ------ | -- | --- | --- | -- | ------- | ------ |
| 1.    | ESV Kaufbeuren | 35     | 24 | 3   | 3   | 5  | 190:85  | 81     |
| 2.    | ERC Ingolstadt | 35     | 21 | 3   | 2   | 9  | 142:86  | 71     |
| 3.    | SB Rosenheim   | 35     | 20 | 3   | 3   | 9  | 159:85  | 69     |
| 4.    | EC Bad Tölz    | 35     | 19 | 2   | 4   | 10 | 179:117 | 65     |
| 5.    | ESC Dresden    | 35     | 18 | 2   | 4   | 11 | 133:79  | 62     |
| 6.    | Iserlohner EC  | 35     | 10 | 6   | 2   | 17 | 112:143 | 44     |
| 7.    | SC Riessersee  | 35     | 3  | 1   | 4   | 27 | 84:232  | 15     |
| 8.    | EV Füssen      | 35     | 3  | 2   | 0   | 30 | 61:233  | 13     |

Abkürzungen: S = Siege, OTS = Siege nach Verlängerung, PSS = Siege nach Penaltyschießen, OTN = Niederlagen nach Verlängerung; Aufstiegsrunde Div. I, Aufstiegsrunde Div. II

## Division III

### Nord
Stand: Nach Ende der Hauptrunde
| Platz | Mannschaft              | Spiele | S  | OTS | OTN | N  | Tore    | Punkte |
| ----- | ----------------------- | ------ | -- | --- | --- | -- | ------- | ------ |
| 1.    | ESV 03 Chemnitz         | 24     | 21 | 1   | 0   | 2  | 162:51  | 65     |
| 2.    | EV Duisburg             | 24     | 15 | 4   | 1   | 4  | 106:47  | 54     |
| 3.    | ES Weißwasser           | 24     | 10 | 1   | 2   | 11 | 93:101  | 34     |
| 4.    | Eishockey Jugend Kassel | 24     | 10 | 0   | 2   | 12 | 100:120 | 32     |
| 5.    | EHC Wolfsburg           | 24     | 8  | 2   | 2   | 12 | 90:106  | 30     |
| 6.    | Löwen Frankfurt         | 24     | 7  | 2   | 1   | 14 | 101:133 | 26     |
| 7.    | EC Bad Nauheim          | 24     | 3  | 0   | 2   | 19 | 66:160  | 11     |

### Süd
Stand: Nach Ende der Hauptrunde
| Platz | Mannschaft              | Spiele | S  | OTS | OTN | N  | Tore    | Punkte |
| ----- | ----------------------- | ------ | -- | --- | --- | -- | ------- | ------ |
| 1.    | Schwenninger ERC        | 32     | 28 | 1   | 1   | 2  | 210:60  | 87     |
| 2.    | EV Ravensburg           | 30     | 21 | 4   | 1   | 4  | 152:81  | 72     |
| 3.    | EHC 80 Nürnberg         | 32     | 15 | 3   | 5   | 9  | 104:84  | 56     |
| 4.    | 1. EV Weiden            | 30     | 12 | 5   | 3   | 10 | 120:113 | 49     |
| 5.    | Deggendorfer SC         | 32     | 15 | 2   | 0   | 15 | 104:115 | 49     |
| 6.    | SC Bietigheim-Bissingen | 32     | 12 | 2   | 3   | 15 | 82:104  | 43     |
| 7.    | HC Landsberg            | 32     | 6  | 2   | 5   | 19 | 79:131  | 27     |
| 8.    | EC Peiting              | 32     | 5  | 3   | 3   | 21 | 72:146  | 24     |
| 9.    | Mannheimer ERC II       | 32     | 6  | 0   | 1   | 25 | 75:164  | 19     |